# Alte Maße und Gewichte (Niederlande)
Bis zur Einführung des metrischen Systems durch Napoléon Bonaparte gab es in den Niederlanden kein einheitliches Maß- und Gewichtssystem, nur die Namen der Einheiten waren universell. Durch den Kolonialismus verbreiteten sich einige der Einheiten auch in anderen Teilen der Welt, zum Beispiel in Südafrika.
Ein Gesetz vom 21. August 1816 verfügte die Einführung des französischen Maß- und Gewichtssystem. Die Bezeichnungen wurde aber der Landessprache angepasst. Die Längenmaße waren ab 1821 verbindlich.

## Längen
| duim        | Daumen, Zoll |  |                                        |
| kleine palm |              |  | 3 Zentimeter                           |
| grote palm  |              |  | 9,6 Zentimeter; 10 Zentimeter(ab 1820) |

Fuß
- 1 Amsterdamer Fuß (alt)/voet = 4 Kwart = 8 Achtel/Achtendeelen = 125,512 Pariser Linien = 0,283133 Meter
- 1 Fuß (rheinländ.) = 12 Zoll = 144 Linien = 139,171 Pariser Linien = 0,313946 Meter

Elle
- 1 Amsterdamer Elle (alt) = 304,903 Pariser Linien = 0,68781 Meter
- 1 Brabanter Elle = 307,816 Pariser Linien = 0,69438 Meter
- 1 Brügger Elle = 310,5975 Pariser Linien = 0,700655 Meter
- 1 Haager Elle = 307,754 Pariser Linien = 0,69424 Meter
- 1 flämische Elle = 315,0 Pariser Linien = 0,710586 Meter
- ab 1821: 1 Ell (neue) = 1 Meter = 1,45389 Amsterdamer Elle (alt) = 3,53191 Amsterdamer Fuß (alt)

Rute
- 1 Amsterdamer Rute/roede = 13 Amsterdamer Fuß = 3,68073 Meter
- 1 Rute/Ruthe (rheinländ.) = 12 Fuß (rheinländ.) = 3,76735 Meter

Faden
- 1 Faden/vadem = 6 Amsterdamer Fuß = 1,6988 Meter

Kabellänge
- 1 Kabellänge/kabellengte = 235,5 Meter

Meile
Die mijl (Meile) entsprach einer Länge von einem Kilometer. Das Maß wurde dezimal geteilt und die Maßkette war
- 1 mijl = 100 roeden (Rute) zu 10 Ellen (= 1 Meter) zu 10 Palm (= 1 Dezimeter) zu 10 duim (Zoll oder Daumen = 1 Zentimeter) zu 10 streep (Linie = 1 mm)

Wegestunde
Uurgaans galt als Wegestunde

## Flächeneinheit
- 1 Quadratrute (Amsterdamer) = 169 Quadratfuß (Amsterdamer)  = 13,5478 Quadratmeter
- 1 Morgen (Amsterdamer) = 600 Quadratrute (Amsterdamer) = 81,2866 Ar[5]

Der (das) Bunder oder Bonnier war ein Flächen- und Feldmaß.
- 1 Bunder/Bonnier = 10 Quadratruten = 100 Quadratellen = 947 17/25 Pariser Quadratfuß = 1 Ar

## Volumen
| pint           | Pint |  | 0,6 l           |
| mud oder mudde | Mud  |  | 111 l oder 100l |

## Gewicht
| Ons, Once Zwischen den Jahren 1820..1937: 1 ONS = 100 g | Unze        | 1/16 pond           | 31 g                 |
| Pond                                                    | Pfund       |                     | 404,09 g (Amsterdam) |
| scheepslast                                             | Schiffslast | 4000 Amsterdam pond | 1976,4 kg            |

## Brennholzmaß
Seit 1823
- 1 Wisse oder Faden = 1 Stere oder 1 Kubikmeter (1 Kubieke Elle)[2]